# 막심 고리키 문학 대학

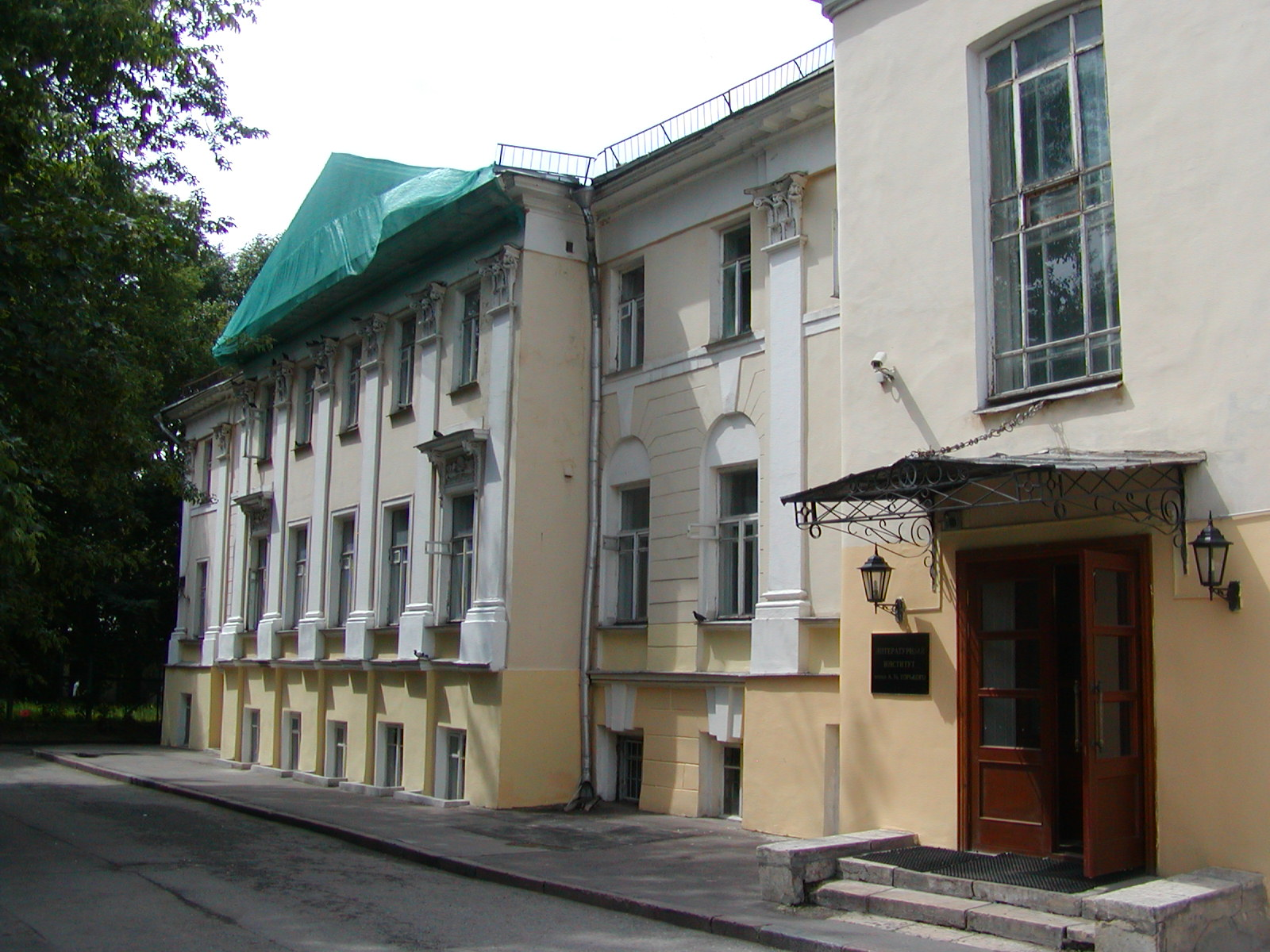
막심 고리키 문학 연구소 건물

막심 고리키 문학 연구소(러시아어: Литературный институт имени А. М. Горького)는 러시아 모스크바에 위치한 고등 교육 기관이다. 모스크바 중심인 트베르스코이 대로에 위치한다.
이 기관은 1933년 막심 고리키 주도로 설립되었으며, 고리키 사후 현재 이름으로 명명되었다.